# Прасолова, Анастасия Павловна
Анастаси́я Па́вловна Прасо́лова (урождённая Анастаси́я Па́вловна Тихоми́рова; 1920, Кондырино, Сельское поселение Воронинское — 1979, Высоковск) — бригадир тракторной бригады Высоковской МТС Московской области (первая женская бригада региона). Герой Социалистического Труда (1948).

## Биография
Анастасия Тихомирова родилась в 1920 году в деревне Кондырино ныне Клинского района Московской области.
После окончания семилетней школы трудовую деятельность начала в 1934 году на стекольном заводе в городе Клину.
По известному примеру Прасковьи Никитичны Ангелины, в 1939 году, окончив курсы механизаторов при Веселовской машинно-тракторной станции (МТС), Анастасия Тихомирова стала одной из первых девушек-трактористок в Московской области и руководителем женского бригада трактористов. В неё входили девушки в возрасте от 16 до 20 лет.
С приближением фронта Веселовская МТС, на которой работала А. П. Тихомирова, была расформирована, а вся новая техника вывезена. Когда немцы подошли к городу, они подожгли МТС. Анастасия Тихомирова ночью смогла отогнать трактор, снять с него основные части и закопать в овраге. Нацисты уничтожили всё имущество колхоза, однако найти спрятанный трактор так и не смогли. Осталось лишь несколько старых тракторов, один из которых — «Универсал» — и был закопан в овраге.
После освобождения Московской области в ходе Великой Отечественной войны Анастасия Тихомирова и Владимир Корзинкин вывезли спрятанный трактор, восстановили его, начали обмолот хлеба в своём колхозе «Тимонино» и других хозяйствах Клинского района. Техники в разоренном хозяйстве не было, и, узнав о тракторе, соседние хозяйства стали просить о помощи.
Весной 1942 года Анастасия начала обучать технике вождения трактора молодых девушек. Комсомольско-молодёжная тракторная бригада, возглавляемая А. П. Тихомировой, провела в тяжелых условиях весеннюю посевную 1942 года из-за дефицита посевного материала, а первые послевоенные годы четвёртой пятилетки, проведённой с 1946 по 1950 год, участвовала в соревновательном движении «тысячников». Целью движения было вспахать 1000 га мягкой пахоты из расчёта 275 га на каждый 15-сильный трактор.
В 1947 году колхоз «Тимонино» дал урожай пшеницы 24,7 центнера с гектара на площади 72,5 га и ржи 24,7 центнера с гектара на площади 126 га. Это позволило колхозу первым в Подмосковье расплатиться с государством за поставку сельхозпродукции.
Указом Президиума Верховного Совета СССР от 10 апреля 1948 года бригадиру тракторной бригады Анастасии Павловне Тихомировой было присвоено звание Героя Социалистического Труда с вручением ордена Ленина и золотой медали «Серп и Молот» за получение высоких урожаев пшеницы и ржи в 1947 году.
До последних дней своей жизни А. П. Прасолова (в замужестве) работала бригадиром механизаторов, продолжала обучать девушек работе на тракторах. Анастасия Тихомирова избиралась депутатом Московского областного совета депутатов трудящихся IV созыва (1953—1957).
Последнее время проживала в городе Высоковске Клинского района. Скончалась в 1979 году. Похоронена на сельском кладбище Шипулино Клинского района.

## Награды
- Герой Социалистического Труда — указом Президиума Верховного Совета СССР от 10 апреля 1948 года;
- Орден Ленина, медаль «Серп и Молот» (10 апреля 1948);
- Орден Трудового Красного Знамени (4 марта 1949).